# Junior Madut
Junior Madut, a volte noto come Deng Junior Ring (Giuba, 26 marzo 1997), è un cestista sudsudanese con cittadinanza australiana.

## Carriera
Con il Sudan del Sud ha disputato i Campionati africani del 2021 e al Mondiale 2023.